# Lasiophila circe
Lasiophila circe är en fjärilsart som beskrevs av Felder 1859. Lasiophila circe ingår i släktet Lasiophila och familjen praktfjärilar. Inga underarter finns listade i Catalogue of Life.

## Bildgalleri

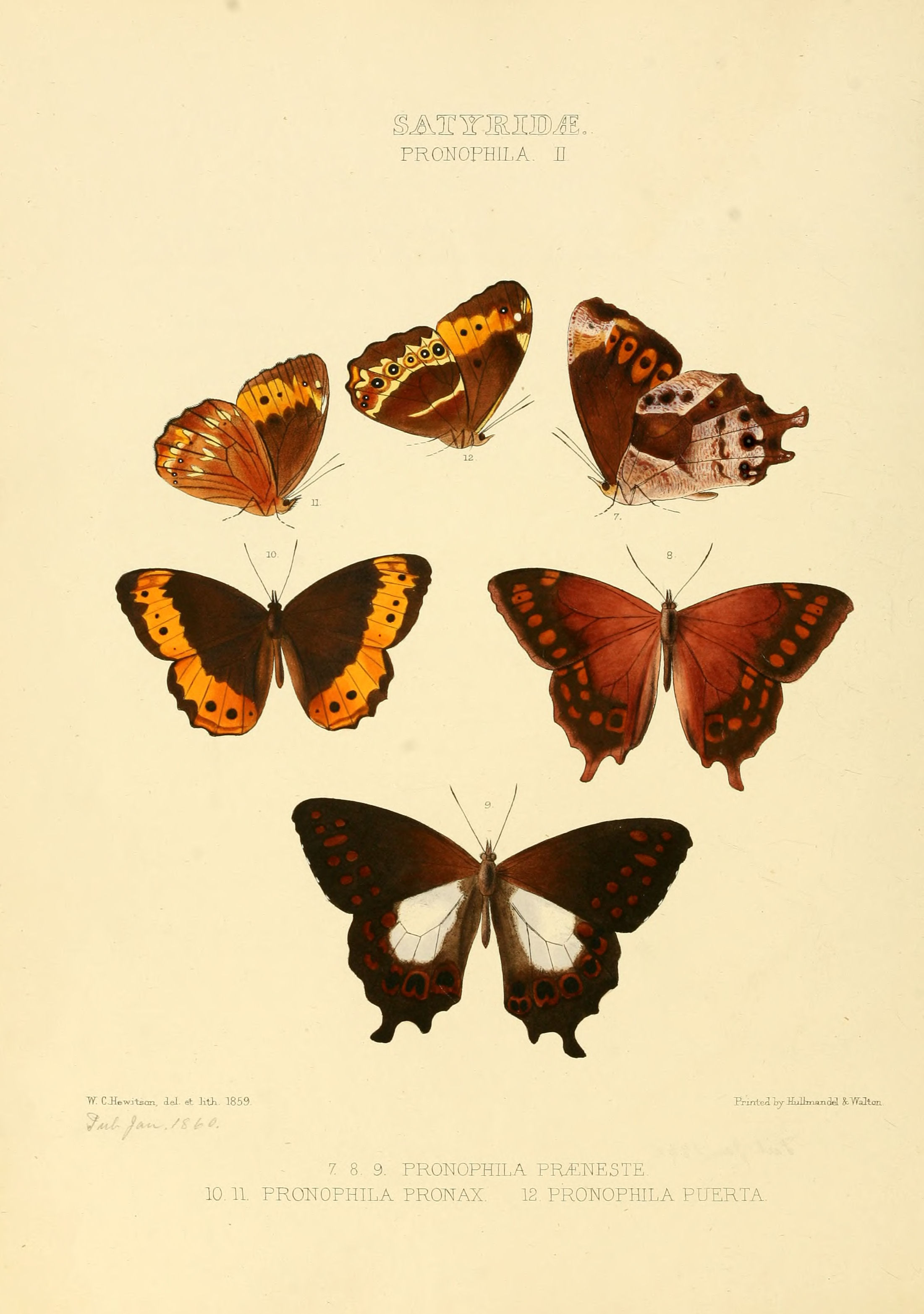